# Šamil Serikov
Šamil Karimovič Serikov (rusky Шамиль Каримович Сериков; 5. března 1956 Almaty, Sovětský svaz – 22. listopadu 1989) byl sovětský zápasník, reprezentant v zápase řecko-římském.
V roce 1980 na olympijských hrách v Moskvě v kategorii do 57 kg vybojoval zlatou medaili. V letech 1978 a 1979 vybojoval titul mistra světa a v roce 1979 titul mistra Evropy.